# 日本方头鱼
日本方头鱼（学名：Branchiostegus japonicus），又名日本馬頭魚、馬頭魚、磚頭魚、方頭魚、甘鯛、吧唄、紅尾，为條鰭魚綱刺尾鯛目弱棘魚科方头鱼属的鱼类。分布于朝鲜半岛、日本、越南南部、台湾岛以及中国东海、黄海及渤海等海域，棲息深度30-200公尺，本魚自眼眶骨後方至鰓蓋中央有一大三角形白色記號，背部體色為紅色；尾鰭中央有2條黃色縱帶，尾鰭下葉顏色較暗，體長可達46公分，生活在沙泥底質的大陸棚，屬肉食性，生活習性不明，為高價值的食用魚，可用底拖網或船釣捕獲。
该物种的模式产地在日本南部。
臺灣人重視此魚類，列為十大美味魚類之一，稱一鯃、二紅魦、三鯧、四馬鮫、五鮸、六嘉鱲、七赤鯮、八馬頭、九烏喉、十寸子。

## 扩展阅读
維基物種上的相關：日本方头鱼